# Capela de São Francisco de Paula
A Capela de São Francisco de Paula é uma capela praticamente em ruínas localizada na cidade do Porto, freguesia de Lordelo do Ouro, na rua de Serralves, também conhecida por Capela da Quinta dos Frades ou Capela da Quinta do Gouveia e o IGESPAR referenciava-a também por Capela de S. Francisco Xavier. A capela fazia parte do antigo hospício ou brévia de religiosos da ordem de S. Francisco de Paula, conhecidos pelos "Mínimos".
Tendo estado referenciada pelo IGESPAR foi o seu processo encerrado não tendo actualmente qualquer protecção legal.